# Уильямс, Кит
Кристофер «Кит» Уильямс (англ. Kit Williams; род. 28 апреля 1946, Кент) — английский художник, иллюстратор и писатель, наиболее известный по книге 1979 года «Маскарад» — сборнику рассказов, содержащему подсказки о местонахождении золотой подвеске зайца (18 карат), созданной Уильямсом и захороненной «где-то в Британии».
Уильямс опубликовал ещё три книги и получил заказ на создание трёх общественных часов со сложными механизмами и подвижными фигурками животных.
Уильямс родился в Кенте, Англия, и продолжает писать фигуративные картины в своей студии в Глостершире.

## Творчество
В настоящее время Кит Уильямс работает в основном как фигуративный художник, используя традиционную технику масляной живописи: сначала он создает деревянную панель, покрытую льняным полотном и масляным гессо. Затем он наносит множество слоев непрозрачной и прозрачной голландской масляной краски, создавая светящиеся образы. Уильямс предпочитает полностью контролировать каждый аспект своих работ, включая изготовление одежды для моделей, создание декораций и реквизита, а зачастую и механизмов в раме или на картине, которые открывают движущиеся элементы картин и побуждают зрителя к взаимодействию с произведением. Используя маркетри, он всегда сам изготавливает рамы, что позволяет ему создавать картины любой формы и включать элементы картины в раму, зачастую с замысловатыми деталями.
Помимо самой известной книги «Маскарад», Уильямс написал книгу-головоломку «Пчела на расчёске» на пчелиную тему. Первоначально книга была издана без видимого названия, и читателям предлагалось разгадать название по подсказкам внутри книги и прислать свой ответ без использования письменного текста. Конкурс длился всего год и один день, а победитель был объявлен в прямом эфире телевизионного чат-шоу Вогана на Би-би-си.

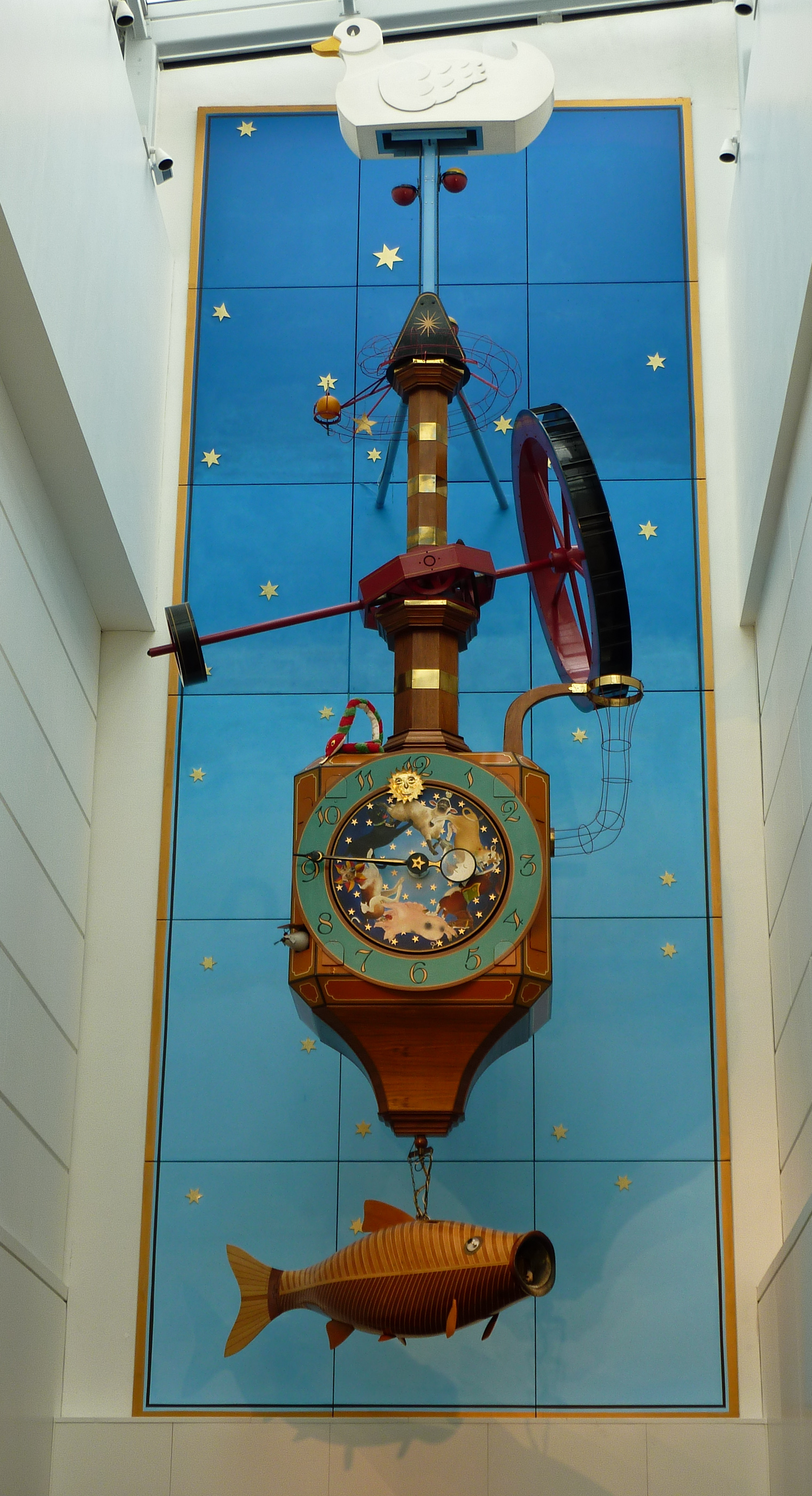
Часы Wishing Fish Clock

В 1985 году Кит Уильямс спроектировал часы Wishing Fish Clock, которые стали центральным элементом торгового центра Regent Arcade в Челтенхеме, графство Глостершир. Часы высотой более 45 футов изображают утку, несущую нескончаемый поток золотых яиц, и семейство мышей, которые постоянно пытаются убежать от змеи, сидящей на вершине часов. К основанию часов подвешена большая деревянная рыба, которая каждые полчаса пускает пузыри. Поймав один из этих пузырьков, можно загадать желание, отсюда и название часов. По состоянию на 12 мая 2017 года часы были отреставрированы и полностью восстановлены.
Другие часы, созданные Уильямсом, можно найти в торговом центре Телфорд и в секции Midsummer Place торгового центра Central Milton Keynes.
Уильямс также участвовал в проектировании лабиринта «Стрекоза» в Буртон-он-те-Уотер (графство Глостершир), который представляет собой тисовый лабиринт с павильоном в центре. Задача состоит не только в том, чтобы добраться до павильона, но и в том, чтобы собрать подсказки по ходу движения по лабиринту. Правильная интерпретация этих подсказок при достижении павильона открывает доступ к последней тайне лабиринта.
В 1985 году получил премию Premio Grafico Fiera di Bologna per la Gioventù на Болонской ярмарке детской книги за книгу «Untitled children’s story».

## «Маскарад» и золотой заяц
В августе 2009 года Кит Уильямс воссоединился с золотым зайцем из «Маскарада», которого он не видел более 30 лет:
«Я не помнил, чтобы он был таким нежным, как сейчас… Потом, когда я взял его в руки, зазвенели маленькие колокольчики, и он заискрился так, что я и забыл».
Об этом воссоединении было рассказано в 60-минутном документальном фильме о творчестве Уильямса The Man Behind The Masquerade, показанном на канале BBC Four 2 декабря 2009 года. Программа началась с «Маскарада», а закончилась выставкой 18 лучших работ Уильямса за последние 30 лет в галерее Portal, которая впервые выставила его работы в 1970-х годах. В программе было показано, как Уильямс впервые воссоединился с золотым зайцем, которого ему одолжил его анонимный нынешний владелец, живущий в Восточной Азии.
С 31 марта по 12 августа 2012 года заяц экспонировался в музее V&A в Лондоне в рамках ретроспективы «Британский дизайн 1948—2012».

## Избранная библиография
- Kit Williams, Masquerade, Jonathan Cape, 1979 (ISBN 0-8052-3747-X)
- Kit Williams, Masquerade: The Complete Book with the Answer Explained, Jonathan Cape, 1982
- Kit Williams, Book Without a Name (referred to by Williams as «the Bee Book»), Knopf, 1984
- Kit Williams, Out of One Eye: The Art of Kit Williams, Crown, 1986
- Kit Williams, Engines of Ingenuity, Gingko Press, 2001 (ISBN 1-58423-106-8)